# 후안 알메이다 보스케

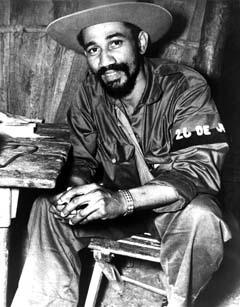
Juan Almeida Bosque

후안 알메이다 보스케(스페인어: Juan Almeida Bosque, 1927년 2월 17일 ~ 2009년 9월 11일)는 쿠바의 정치인이자 1950년대 쿠바 혁명의 초기 사령관들중 한명이었다. 혁명 후, 쿠바 공산당에서 유명인사였다. 2009년 그의 죽음 당시에, 그는 쿠바 국가평의회의 부의장이었으며 그곳의 서열 3위였다. 그는 쿠바공화국 영웅의 명예 타이틀을 받았던 소수의 사람들 중 한명이었다.

## 젊은 시절과 쿠바 혁명
알메이다는 아바나의 가난한 지역에서 태어났다. 그는 7살에 학교를 떠나서 벽돌직공이 되었다. 1952년 아바나 대학교에서 법학을 공부하는 동안, 그는 인민정통당원 피델 카스트로와 가까운 친구가 되었으며 그해 3월에 쿠바 혁명에 가담했다.
쿠바 혁명 이후 보스케는 쿠바 혁명군의 지휘관이 되었으며, 이듬해에는 정치국 위원으로 선출되었다. 1961년 미국이 군대를 앞세워 피그스만을 침공하자 쿠바 혁명군을 이끌고 미군을 격퇴하였다.

## 죽음
후안 알메이다 보스케는 2009년 9월 11일 82세의 나이로 심장마비로 인해 사망했다.